# Dryas integrifolia
Dryas integrifolia — вид трав'янистих рослин родини розові (Rosaceae), поширений на півночі Північної Америки й північному сході Азії. Етимологія: лат. integer — «цілий», лат. i — сполучна голосна, лат. folius — «листя».

## Опис
Рослини 3–14 см. Листові пластини лінійні до вузько яйцеподібних або довгасто-овальних, 2–38 × 0.5–11 мм, основи від серцеподібних до урізаних чи клиноподібних до округлих, краї, як правило, цілі або зубчасті до округло-зубчастих, верхівка зазвичай тупа або гостра, поверхні зазвичай гладкі. Квітоніжка 10–150 мм. Квіти підняті під час цвітіння; чашолистки лінійно-ланцетні, 3.5–9 × 1.5–2.5 мм; пелюстки 8(9), розкидані, зазвичай білі або кремові, іноді жовті, 9–14 × 5–11 мм. Плоди 0.8–3.5 мм. 2n=18(2x).

## Поширення
Північна Америка: Ґренландія, Канада, США; Азія: Далекий Схід Росії. Населяє тундру, гірські схили, мокрі ялинові-березові ліси, болотистий ґрунт, луки, піщані хребти та пляжі, гравійні пляжі, середньо-вологі й сухі ділянки; 0–2600 м.

## Галерея

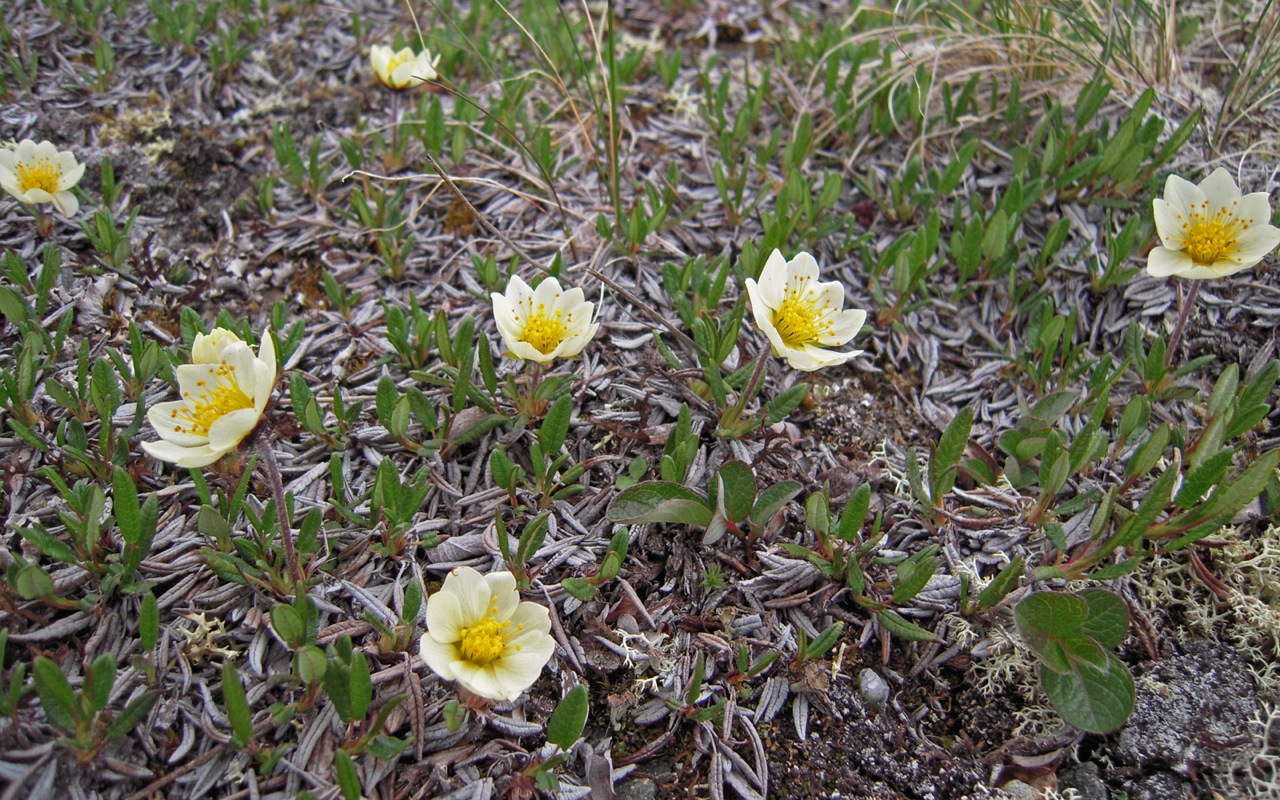
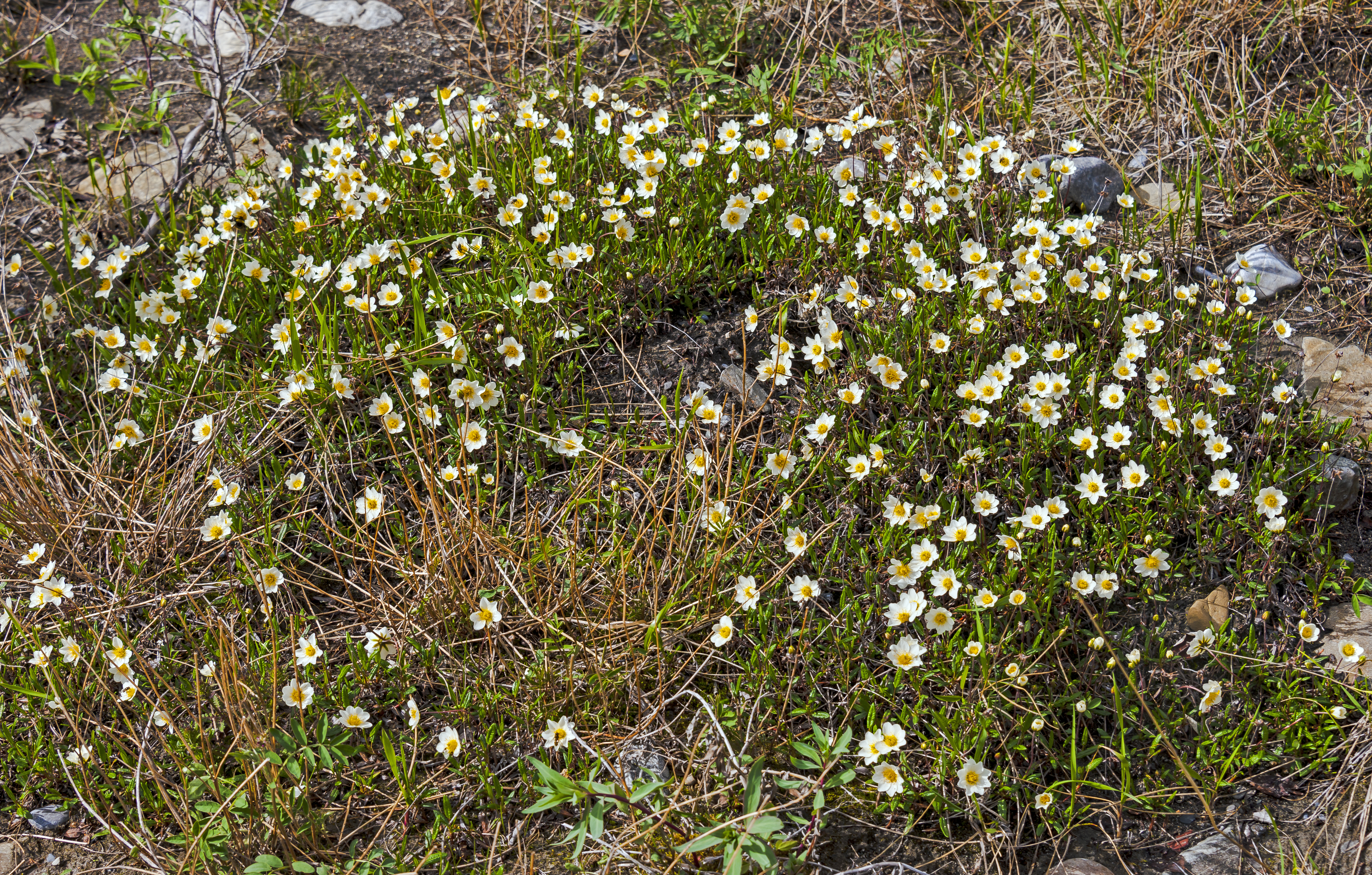
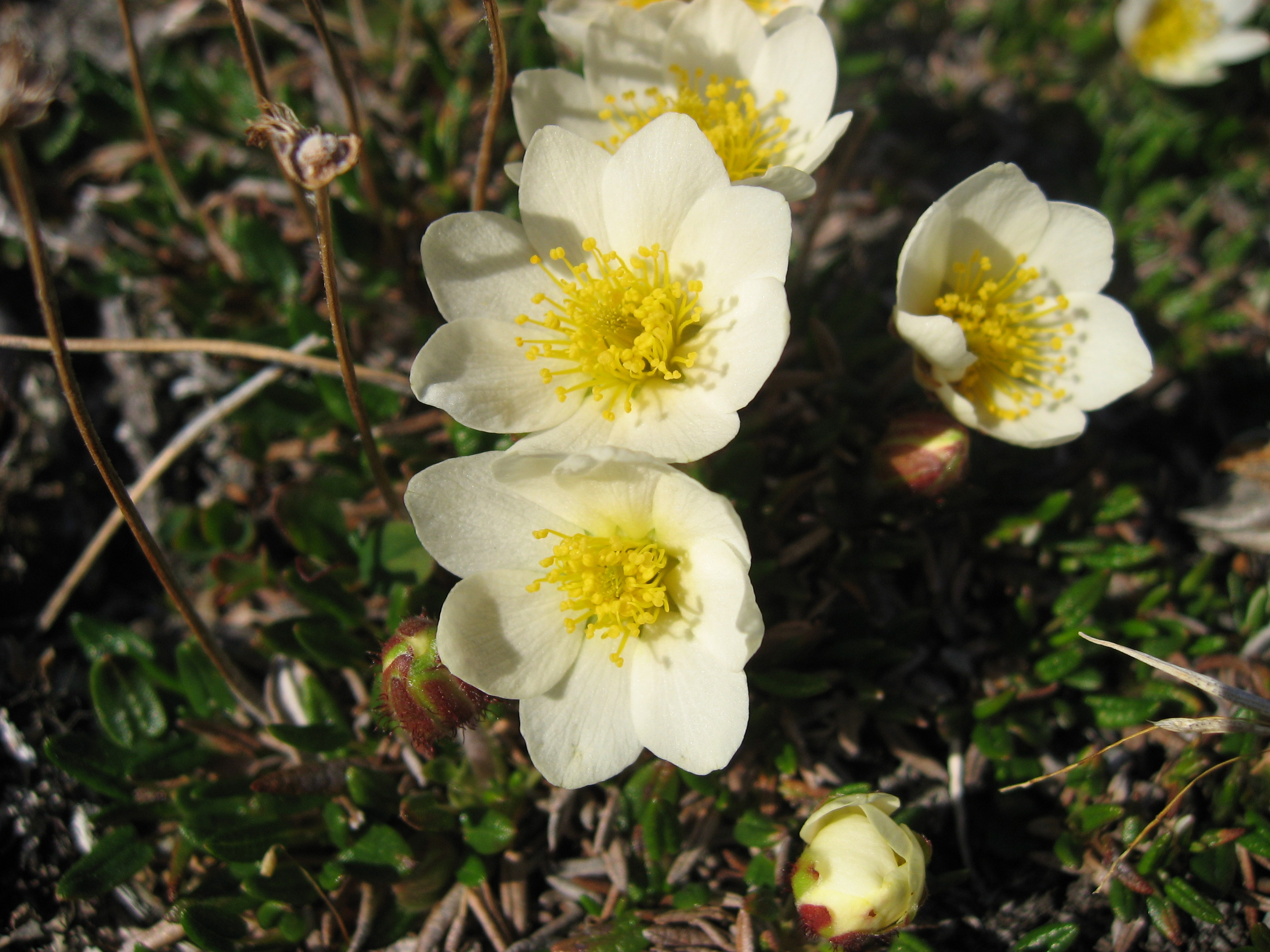